# Lobophytum verum
Lobophytum verum är en korallart som beskrevs av Tixier-Durivault 1970. Lobophytum verum ingår i släktet Lobophytum och familjen läderkoraller. Inga underarter finns listade i Catalogue of Life.